# 遍地枭雄
《遍地枭雄》（ISBN 7806768041）是中国作家王安忆在2005年出版的一部长篇小说。小说以现代上海的黑道男性之间的情义为主题。

## 内容提要
小说的主人公是一位来自上海郊区贫穷的年轻人韩燕。他来到上海干起了出租车司机的职业。韩燕由此接触到了各种各样形形色色的乘客。
在一个圣诞节的晚上，三个年轻男子上了他的车，由此改变了他的命运。这三个人原来是以抢劫倒卖汽车为生，他们劫持了韩燕。韩燕在于他们度过一段亡命生涯的期间，与他们越来越投契，最后当抢匪准备放了他时，他居然很不愿意离开。